# Sektor 6 (Bukarest)

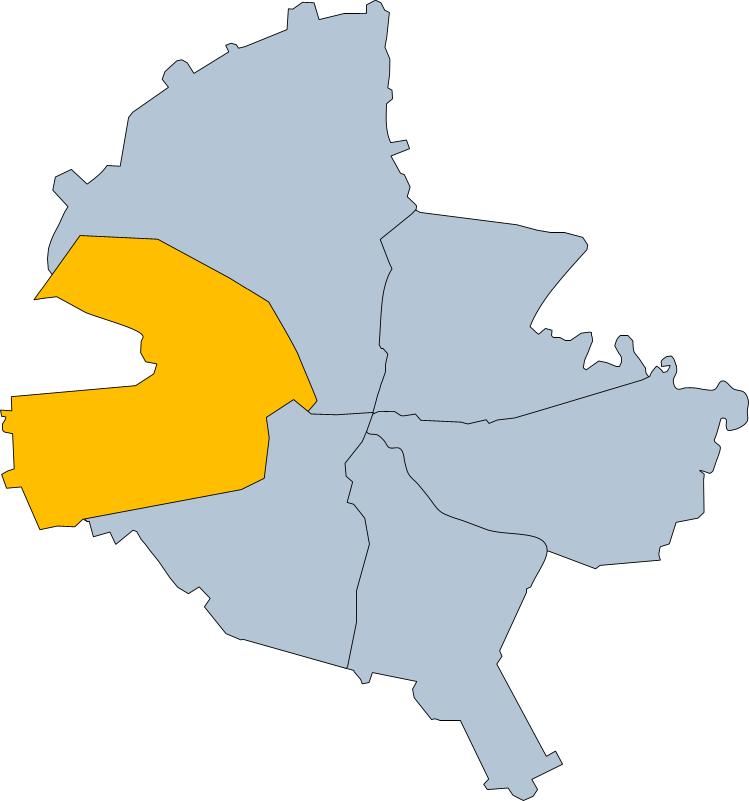
Bukarest, Sektor 6

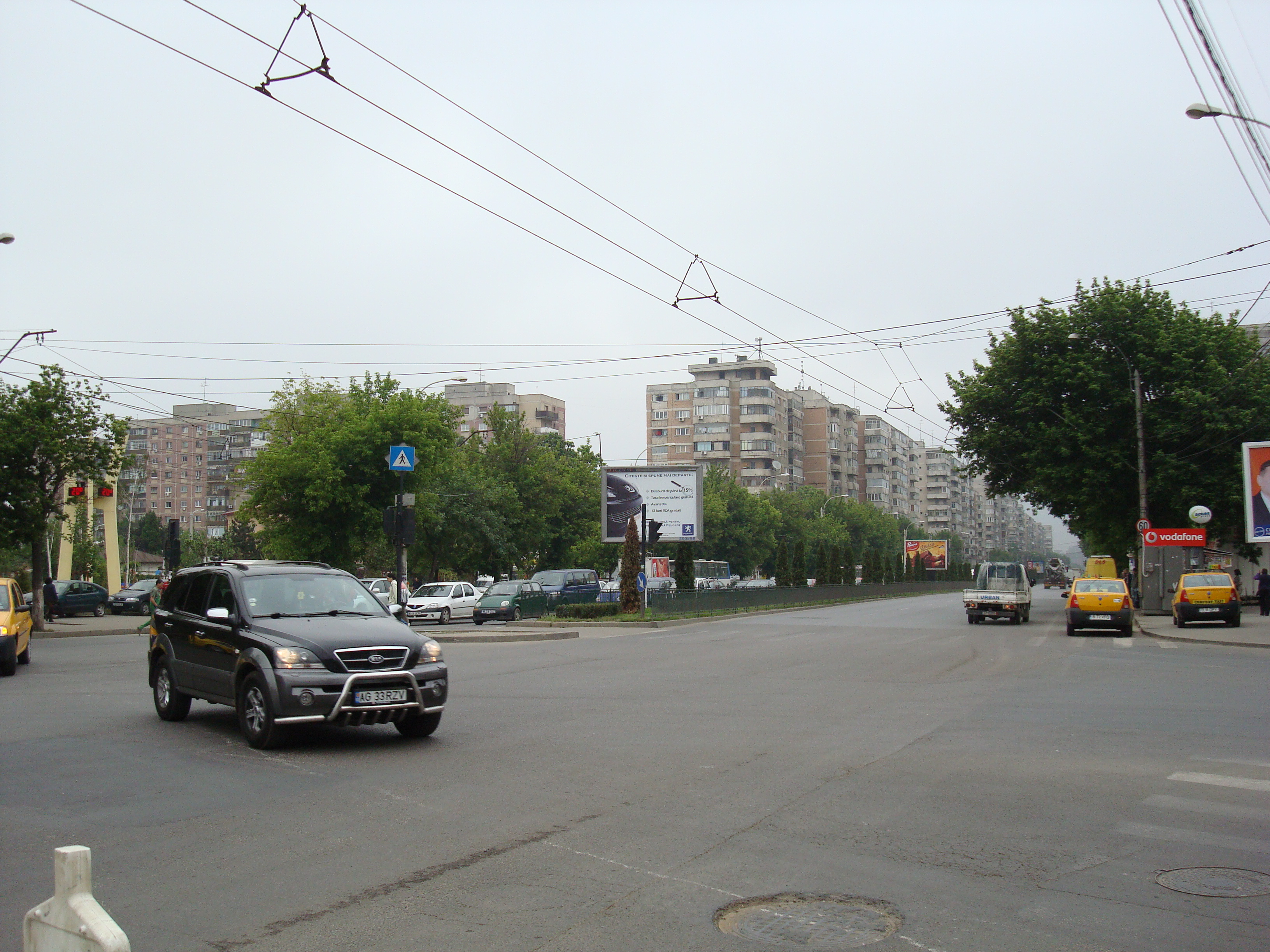
Militari-Viertel im Sektor 6

Sektor 6 (rumänisch Sectorul 6) ist ein Bezirk von Bukarest, der sich im westlichen Teil der rumänischen Hauptstadt befindet. Sektor 6 befindet sich zwischen den Sektoren 5 und 1 und ist der westlichste Sektor Bukarests.

## Ortsteile
- Crângași
- Drumul Taberei
- Ghencea
- Giulești
- Militari
- Regie